# (6442) Salzburg
(6442) Salzburg (1988 RU3) – planetoida z pasa głównego asteroid okrążająca Słońce w ciągu 4,41 lat w średniej odległości 2,69 j.a. Odkryta 8 września 1988 roku.